# Fossette di Venere

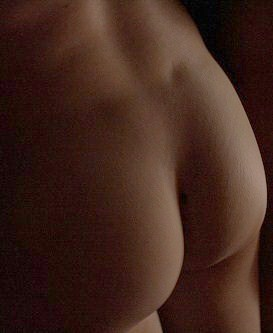
Dettaglio delle fossette di Venere

Le fossette di Venere sono due piccole depressioni simmetriche presenti sulla cute e localizzati tra la schiena e le natiche.
Corrispondono alle spine iliache posteriori superiori che, non essendo sovrastate da strutture muscolari, aderiscono direttamente ai piani profondi della cute ed in alcuni individui possono determinare depressioni per retrazione dei tessuti molli, in altre si può apprezzare un'eminenza ossea.
La depressione è contrastata dai rilievi dei muscoli spinodorsali ed i muscoli grandi glutei posti rispettivamente mediamente e infero-lateralmente rispetto alle fossette.
Queste fossette possono delineare la losanga di Michaelis.